# Maggie Cheung
Maggie Cheung Man-yuk (egyszerűsített kínai: 张曼玉, hagyományos kínai: 張曼玉, pinjin:     Zhāng Mànyù) (Hongkong, 1964. szeptember 20. –) kínai színésznő és étterem tulajdonos. Angliában és Hongkongban nőtt fel, karrierjének kezdete, vagyis 1983 óta több mint hetven filmben játszott. Ő az első ázsiai színésznő, aki díjat nyert a Cannes-i Fesztiválon.

## Korai évek
A hongkongi születésű Maggie Cheung Man-yuk családjának gyökerei Sanghajba nyúlnak vissza. Általános iskoláját 1971-től az egyik St. Paul's Convent Schoolban végezte. Kereskedő családja Maggie nyolcéves korában Hongkongból az Egyesült Királyságba emigrált, fiatal korának nagy részét ott töltötte. 1982-ben egy vakációra tért vissza Hongkongba, de végül egy modell munka kapcsán ott is maradt, majd a Lane Crawford áruházlánc egyikében kapott állást. 1983-ban részt vett a Miss Hongkong szépségversenyen, ahol második helyezett lett és Miss Photogenic díjat nyert. Ugyanabban az évben középdöntős volt a Miss World szépségversenyen.

## Karrier
1988-ig jellemzően csak cameo-megjelenései voltak a képernyőn. Első nevezetesebb szerepe Jackie Chan mellett a Rendőrsztori sorozatban volt (kivéve a 2004-es Újabb rendőrsztori). Maga Cheung igazi színészi karrierjét Wong Kar-wai 1988-as As Tears Go By című filmjében való szereplésétől számítja.
A Centre Stage (Yuen Ling-yuk) című filmjében folyékonyan beszélt kantoni, mandarin és sanghaji nyelven egyaránt. A 2004-es Tiszta című drámában angolul, franciául és kantoni nyelven felváltva alakítja szerepét.
Ázsián kívül az Irma Vep, a Centre Stage, Az utolsó éjszaka Hongkongban, a Szerelemre hangolva, a Hős, a 2046 és a Tiszta című filmek hoztak ismertséget számára.
1997-ben zsűritag volt a Berlini Nemzetközi Filmfesztiválon, 1999-ben a Velencei Nemzetközi Filmfesztiválon és 2007-ben a Cannes-i fesztiválon. 2006-ban, az 59. Cannes-i filmfesztiválon annak történelme során először a fesztivál hivatalos poszterén élő színésznő szerepelt, Maggie Cheung a Szerelemre hangolva című film szereplőjeként.
2007. február 7-én a The New York Times 2006-os Legnagyobb előadók elnevezésű listájára sorolta a színésznőt a Tiszta című filmben alakított szerepéért. Huszonöt évnyi filmes karrier után úgy döntött, visszavonul a színjátszástól, és filmes zeneszerzőként dolgozik.

## Díjak, jelölések
Ázsiai–csendes-óceáni filmfesztivál
- 1997 díj: legjobb színésznő - Comrades. Almost a Love Story

Berlini Nemzetközi Filmfesztivál
- 1992 díj: Ezüst medve - legjobb színésznő - Yuen Ling-yuk

Cannes-i fesztivál
- 2004 díj: legjobb színésznő - Tiszta

Chlotrudis-díj
- 2002 jelölés: legjobb színésznő - Szerelemre hangolva
- 2007 jelölés: legjobb színésznő - Tiszta

César-díj
- 2005 jelölés: legjobb színésznő - Tiszta

Golden Bauhinia Awards
- 1997 díj: legjobb színésznő - Comrades. Almost a Love Story

Golden Horse Awards
- 1989 díj: legjobb színésznő - Ren zai Niu Yue
- 1990 díj: legjobb női mellékszereplő - Gun gun hong chen
- 1997 díj: legjobb színésznő - Comrades* Almost a Love Story
- 2000 díj: legjobb színésznő - Szerelemre hangolva

Hong Kong Film Awards
- 1985 jelölés: legjobb új előadó - Yuen Fan
- 1989 jelölés: legjobb színésznő - As Tears Go By
- 1990 díj: legjobb színésznő - Bu tuo wa de ren
- 1991 jelölés: legjobb színésznő - Ai zai bie xiang de ji jie
- 1991 jelölés: legjobb női mellékszereplő - Gun gun hong chen
- 1992 díj: legjobb színésznő - Yuen Ling-yuk
- 1993 díj: legjobb színésznő - Yuen Ling-yuk
- 1993 jelölés: legjobb színésznő - Dragon Inn
- 1997 díj: legjobb színésznő - Comrades. Almost a Love Story
- 1998 díj: legjobb színésznő - Song jia huang chao
- 2001 díj: legjobb színésznő - Szerelemre hangolva
- 2003 jelölés: legjobb színésznő - Hős

Hong Kong Film Critics Society Awards
- 1997 díj: legjobb színésznő - Comrades. Almost a Love Story
- Montréal World Film Festival
- 2005 díj: Grand Prix Special des Amériques
- Shanghai International Film Festival
- 2007 díj: Kiemelkedő hozzájárulás a kínai filmgyártáshoz
- Fiatal Filmesek Nemzetközi Fesztiválja (Torino)
- 1990 díj: Ai zai bie xiang de ji jie[17]

## Filmjei
| Év   | Eredeti cím                | Cím                                     |
| ---- | -------------------------- | --------------------------------------- |
| 1984 | 青蛙王子                   | Prince Charming                         |
| 1984 | 緣份                       | Behind the Yellow Line                  |
| 1985 | 摩登仙履奇緣               | Modern Cinderella                       |
| 1985 | 警察故事                   | Rendőrsztori                            |
| 1985 | 聖誕奇遇結良緣             | It's a Drink, It's a Bomb               |
| 1986 | 玫瑰的故事                 | Lost Romance                            |
| 1986 | 開心鬼撞鬼                 | Happy Ghost 3                           |
| 1986 | 原振俠與衛斯理             | The Seventh Curse                       |
| 1987 | 天賜良緣                   | Sister Cupid                            |
| 1987 | 心跳一百                   | Heartbeat 100                           |
| 1987 | 精裝追女仔                 | The Romancing Star                      |
| 1987 | A計劃續集                  | A nagy balhé 2                          |
| 1988 | 應召女郎1988               | Call Girl '88                           |
| 1988 | 愛的逃兵                   | Love Soldier of Fortune                 |
| 1988 | 過埠新娘                   | Paper Marriage                          |
| 1988 | 雙肥臨門                   | Double Fattiness                        |
| 1988 | 旺角卡門                   | As Tears Go By                          |
| 1988 | 南北媽打                   | Mother vs. Mother                       |
| 1988 | 月亮星星太陽               | Moon, Star, Sun                         |
| 1988 | 求愛敢死隊                 | How to Pick Up Girls                    |
| 1988 | 警察故事續集               | Rendőrsztori 2                          |
| 1988 | 肥貓流浪記                 | The Nowhereman/Beloved Son Of God       |
| 1988 | 黃色故事                   | The Game They Call Sex                  |
| 1988 | 流金歲月                   | Last Romance                            |
| 1989 | 小小小警察                 | Little Cop                              |
| 1989 | 不脫襪的人                 | A Fishy Story                           |
| 1989 | 少女心                     | Hearts No Flowers                       |
| 1989 | 再見王老五                 | The Bachelor's Swan-Song                |
| 1989 | 我要富貴                   | My Dear Son                             |
| 1989 | 求愛夜驚魂                 | In Between Loves                        |
| 1989 | 急凍奇俠                   | The Iceman Cometh                       |
| 1989 | 神勇雙妹嘜                 | Doubles Cause Troubles                  |
| 1990 | 人在紐約                   | Full Moon in New York                   |
| 1990 | 三人新世界                 | Heart into Hearts                       |
| 1990 | 客途秋恨                   | Song of the Exile                       |
| 1990 | 紅場飛龍                   | Dragon From Russia                      |
| 1990 | 愛在別鄉的季節             | Farewell China                          |
| 1990 | 滾滾紅塵                   | Red Dust                                |
| 1990 | 阿飛正傳                   | Vadító szép napok                       |
| 1990 |                            | Jail House Eros                         |
| 1991 | 志在出位                   | Today's Hero                            |
| 1991 | 豪門夜宴                   | The Banquet                             |
| 1991 | 富貴吉祥                   | The Perfect Match                       |
| 1991 | 黑雪                       | Will of Iron                            |
| 1991 | 雙城故事                   | Alan & Eric - Between Hello & Goodbye   |
| 1992 | 阮玲玉                     | Centre Stage                            |
| 1992 | 兩個女人，一個靚，一個唔靚 | Too Happy for Words                     |
| 1992 | 白玫瑰                     | Rose                                    |
| 1992 | 家有喜事                   | All's Well, Ends Well                   |
| 1992 | 真的愛妳                   | True Love                               |
| 1992 | 新龍門客棧                 | New Dragon Gate Inn                     |
| 1992 | 嘩! 英雄                   | What a Hero!                            |
| 1992 | 雙龍會                     | Sárkányikrek                            |
| 1992 | 警察故事3: 超級警察        | Rendőrsztori 3                          |
| 1992 |                            | Heart Against Hearts                    |
| 1992 | 千面天王                   | Millionaire Cop                         |
| 1993 | 戰神傳說                   | Moon Warriors                           |
| 1993 | 赤腳小子                   | The Bare-Footed Kid                     |
| 1993 | 東方三俠                   | The Heroic Trio                         |
| 1993 | 武俠七公主                 | Holy Weapon                             |
| 1993 | 青蛇                       | Green Snake                             |
| 1993 | 飛越謎情                   | Enigma of Love                          |
| 1993 | 東成西就                   | The Eagle Shooting Heroes               |
| 1993 | 神經刀與飛天貓             | Flying Dagger                           |
| 1993 | 追男仔                     | Boys are Easy                           |
| 1993 | 現代豪俠傳                 | Executioners                            |
| 1993 | 廉政第一擊                 | First Shot                              |
| 1993 | 濟公                       | The Mad Monk                            |
| 1993 |                            | Kin chan no Cinema Jack                 |
| 1994 | 新同居時代                 | In Between                              |
| 1994 | 東邪西毒                   | Ashes of Time                           |
| 1995 |                            | Augustin                                |
| 1996 | 甜蜜蜜                     | Comrades: Almost a Love Story           |
| 1996 |                            | Irma Vep                                |
| 1997 | 宋家皇朝/宋家三姐妹        | The Soong Sisters                       |
| 1997 |                            | Az utolsó éjszaka Hongkongban           |
| 1999 |                            | Augustin, King of Kung-Fu               |
| 2000 | 一見鍾情                   | Sausalito                               |
| 2000 | 花樣年華                   | Szerelemre hangolva                     |
| 2002 | 英雄                       | Hős                                     |
| 2004 |                            | 2046                                    |
| 2004 |                            | Tiszta                                  |
| 2008 | 東邪西毒(终极版)           | Ashes of Time Redux                     |
| 2009 |                            | Becstelen brigantyk (törölt jelenetben) |
| 2010 | 全城熱戀熱辣辣             | Hot Summer Days                         |